# ゼネラル・エアクラフト ホットスパー

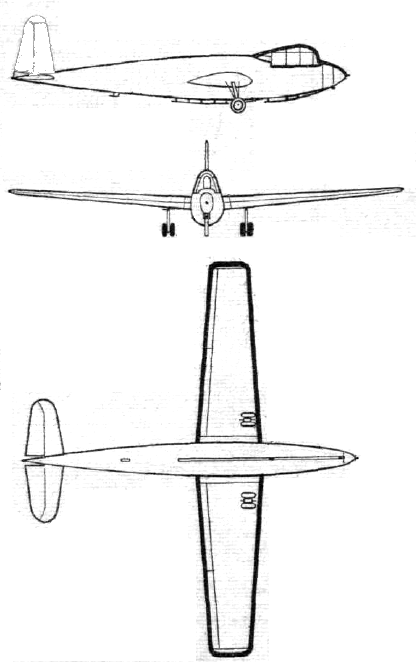
General Aircraft G.A.L. 48 Hotspur

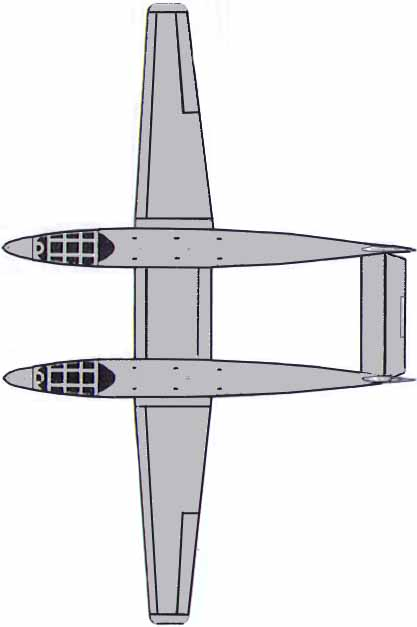
Twin Hotspur

ゼネラル・エアクラフト ホットスパー
GAL.48 ホットスパー
- 用途：訓練グライダー
- 製造者：ゼネラル・エアクラフト（General Aircraft Limited）
- 運用者：英国陸軍、英国空軍
- 生産数：1,000機 以上

ゼネラル・エアクラフト ホットスパー（General Aircraft Hotspur）は、第二次世界大戦中に英国のゼネラル・エアクラフト社（General Aircraft Limited）で設計、製造された軍用グライダーである。

## 歴史
英国における軍用グライダーの使用は、1940年5月にベルギーのエバン・エマール要塞の戦いで最初に使用され成功を収めたドイツのDFS 230に触発されたものだった。グライダーがパラシュート部隊の強襲よりも有利な点は兵員を分散降下させずに1箇所にまとめて着地させることができることであった。
ホットスパーは小型で僅か8名の兵員しか搭乗できなかったが、より有名なエアスピード ホルサはもっと大型であった。ホットスパーMk Iは実戦に使用されることを考えられていたが、作戦運用での最大積載時の性能が十分ではなかったためにその後全てのホットスパーは訓練にのみ使用された。
ホットスパー Mk Iは搭乗した兵員が素早く降りられるように胴体上部が開くように設計されていた。ホットスパーMk IIはより訓練に適するように主翼が16 ft (4.88 m)切り詰められ、コックピットの風防は大きくされた。キャビンのドアは胴体部に付け替えられた。ホットスパー Mk IIIは訓練機として使用することを反映して完全な複式操縦装置を持っていた。
16名の兵員を運べるように2機の機体を主翼で繋いだツイン ホットスパーも1機製造されたが、それ以上は開発されなかった。

## 戦歴
実用的なより大型のグライダーに取って代わられたためホットスパーが実戦で使用された記録はない。
訓練任務ではホットスパーはマイルズ マスター Mk IIに曳航された。
再生されたホットスパーMk IIはハンプシャー、ミドル・ワロップ（Middle Wallop）の陸軍航空博物館（Army Museum of Flying）に展示されている。

## 運用
イギリス
- 英国陸軍
- 英国空軍

## 要目
（ホットスパー Mk 2）
- 乗員：2名
- 搭載量：兵員8名
- 全長：11.89 m (39 ft)
- 全幅：13.99 m (45 ft 10¾ in)
- 全高：3.05 m (10 ft)
- 翼型：
- 翼面積：25.3 m² (272 ft²)
- 翼面荷重：
- 空虚重量：755 kg (1,660 lb)
- 最大離陸重量：1,632 kg (3,598 lb)
- 最大速度：209 km/h (130 mph)
- 着陸速度：91 km/h (56 mph)
- 航続距離：134 km 高度6000 mで曳航投棄 (83 miles高度20 000 ftで曳航投棄)